# Guibourtia copallifera
Espèce
Synonymes
- Copaifera copallifera (Benn.) Milne-Redh.[1]
- Copaifera guibourtiana Benth.[1]
- Copaifera vuilletiana A. Chev.[1]
- Guibourtia vuilletiana (A.Chev.) A.Chev.[1]

Guibourtia copallifera est une espèce de plantes à fleurs de la famille des Fabaceae et du genre Guibourtia, présente en Afrique tropicale.

## Description
C'est un arbuste ou arbre pouvant atteindre une hauteur de 25 m.

## Distribution
L'espèce est présente en Afrique de l'Ouest, de la Guinée-Bissau à la Côte d'Ivoire.

## Utilisation
Sa résine, son écorce et ses feuilles sont utilisées en médecine traditionnelle. On emploie également le bois pour l'ameublement et à des fins décoratives.